# Distretti di Nauru
I distretti di Nauru costituiscono la suddivisione territoriale di primo livello del Paese e ammontano a 14.

## Lista

Distretti di Nauru

| Mappa | Distretto    | Distretto       | Popolazione (2011) | Superficie | Superficie | Densità  | Densità | Nº villaggi | Altitudine (m) |
| Mappa | Nome attuale | Nome precedente | Popolazione (2011) | km²        | ha         | ab./km²  | ab./ha  | Nº villaggi | Altitudine (m) |
| ----- | ------------ | --------------- | ------------------ | ---------- | ---------- | -------- | ------- | ----------- | -------------- |
|       | Aiwo         | Aiue            | 1 220              | 1,1        | 110        | 1 007,27 | 11,10   | 8           | 26             |
|       | Anabar       | Anebwor         | 452                | 1,5        | 150        | 359,44   | 3,00    | 15          | 25             |
|       | Anetan       | Añetañ          | 587                | 1,0        | 100        | 528      | 5,90    | 12          | 25             |
|       | Anibare      | Anybody         | 226                | 3,1        | 310        | 52,87    | 0,70    | 17          | 30             |
|       | Baiti        | Beidi, Baiti    | 513                | 1,2        | 120        | 476,42   | 4,30    | 15          | 25             |
|       | Boe          | Boi             | 851                | 0,5        | 50         | 1 224,24 | 17,00   | 4           | 15             |
|       | Buada        | Arenibok        | 739                | 2,6        | 260        | 274,81   | 2,80    | 14          | 20             |
|       | Denigomodu   | Denikomotu      | 1 804              | 0,9        | 118        | 2 422,03 | 15,30   | 17          | 20             |
|       | Ewa          | Eoa             | 446                | 1,2        | 120        | 274,36   | 3,70    | 12          | 25             |
|       | Ijuw         | Ijub            | 178                | 1,1        | 110        | 276,79   | 1,60    | 13          | 20             |
|       | Meneng       | Meneñ           | 1 380              | 3,1        | 310        | 653,47   | 4,50    | 18          | 25             |
|       | Nibok        | Ennibeck        | 484                | 1,6        | 160        | 322,06   | 3,00    | 11          | 20             |
|       | Uaboe        | Ueboi           | 318                | 0,8        | 80         | 348,45   | 3,00    | 6           | 20             |
|       | Yaren        | Moqua           | 747                | 1,5        | 150        | 373,5    | 4,00    | 7           | 25             |
|       | Nauru        | Naoero          | 10,084             | 21,20      | 2.120      | 476      | 4,80    | 169         |                |